# Orthetrum luzonicum
Orthetrum luzonicum – gatunek ważki z rodziny ważkowatych (Libellulidae).